# Nikos Tsiantakis
Nikolaos "Nikos" Tsiantakis (grekiska: Νίκος Τσιαντάκης), född 20 oktober 1963 i Aten, är en grekisk före detta fotbollsspelare. Under sin karriär spelade han bland annat för Panionios, Olympiakos och Aris. För det grekiska landslaget spelade han 47 landskamper och var med i truppen under VM 1994.

## Meriter
Olympiakos
- Grekiska cupen: 1990, 1992
- Grekiska supercupen: 1992